# Подкониці-Малі
Подкониці-Малі (пол. Podkonice Małe) — село в Польщі, у гміні Черневиці Томашовського повіту Лодзинського воєводства. Населення — 48 осіб (2011).
У 1975—1998 роках село належало до Пйотрковського воєводства.

## Демографія
Демографічна структура станом на 31 березня 2011 року:
|          | Загалом | Допрацездатний вік | Працездатний вік | Постпрацездатний вік |
| -------- | ------- | ------------------ | ---------------- | -------------------- |
| Чоловіки | 18      | 3                  | 12               | 3                    |
| Жінки    | 30      | 6                  | 15               | 9                    |
| Разом    | 48      | 9                  | 27               | 12                   |